# Kortfingrad tångräka
Kortfingrad tångräka (Palaemon elegans) är en kräftdjursart som beskrevs av Martin Heinrich Rathke 1837. Andra trivialnamn som används om arten är elegant tångräka och tigerstrimmig tångräka. Kortfingrad tångräka ingår i släktet Palaemon och familjen Palaemonidae.
Kortfingrad tångräka förekommer i Medelhavet, Svarta havet och Kaspiska havet och från Medelhavet norrut längs den europeiska atlantkusten till Brittiska öarna, Nordsjön, Västerhavet, Vestlandet i Norge och den sydligaste delen av Östersjön. Den förekommer från Medelhavet och söderut till vattnen runt Azorerna och vidare söderut längs den västafrikanska atlantkusten till Gabon.
Arten är reproducerande i Sverige.

## Bildgalleri

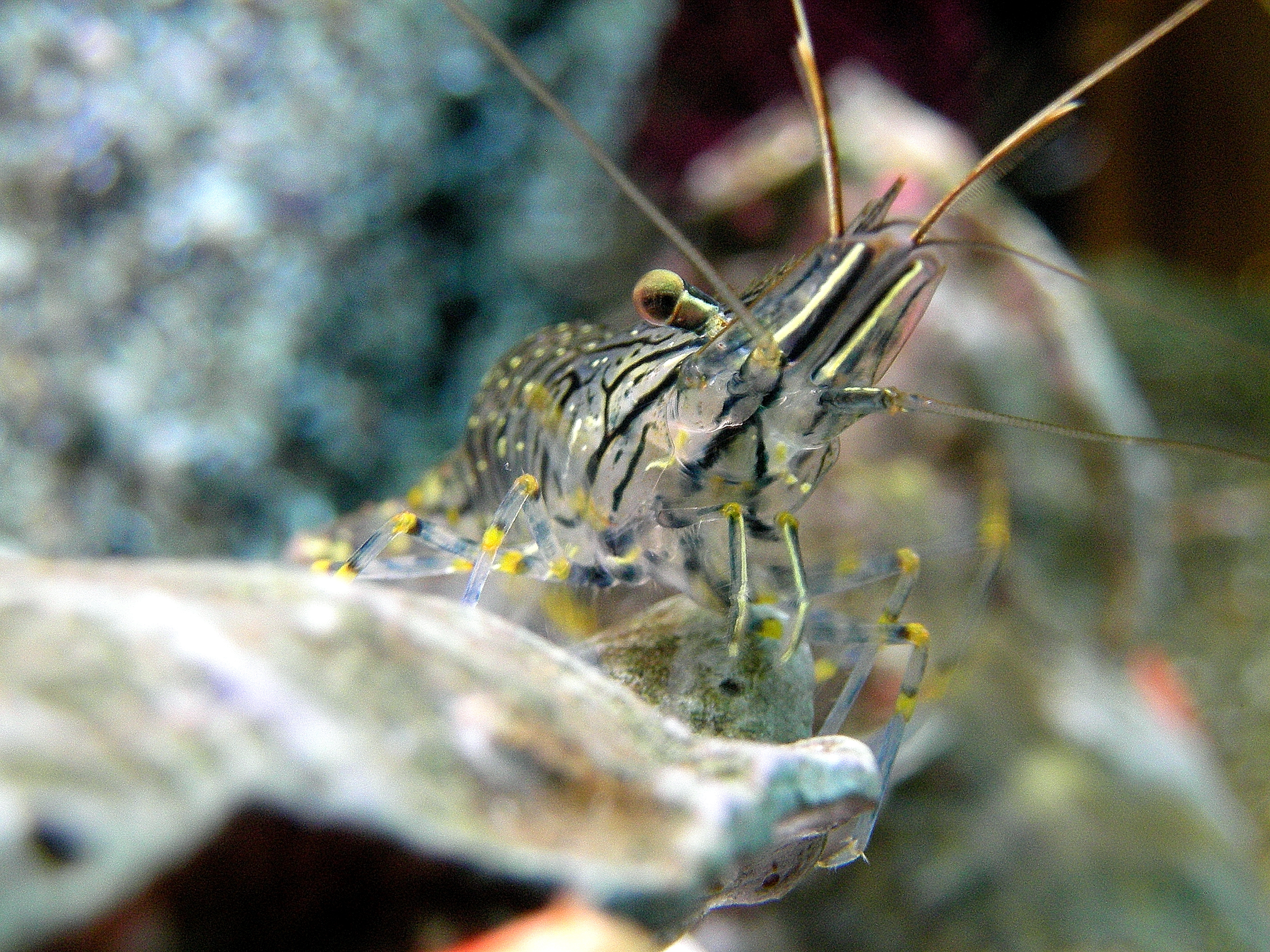
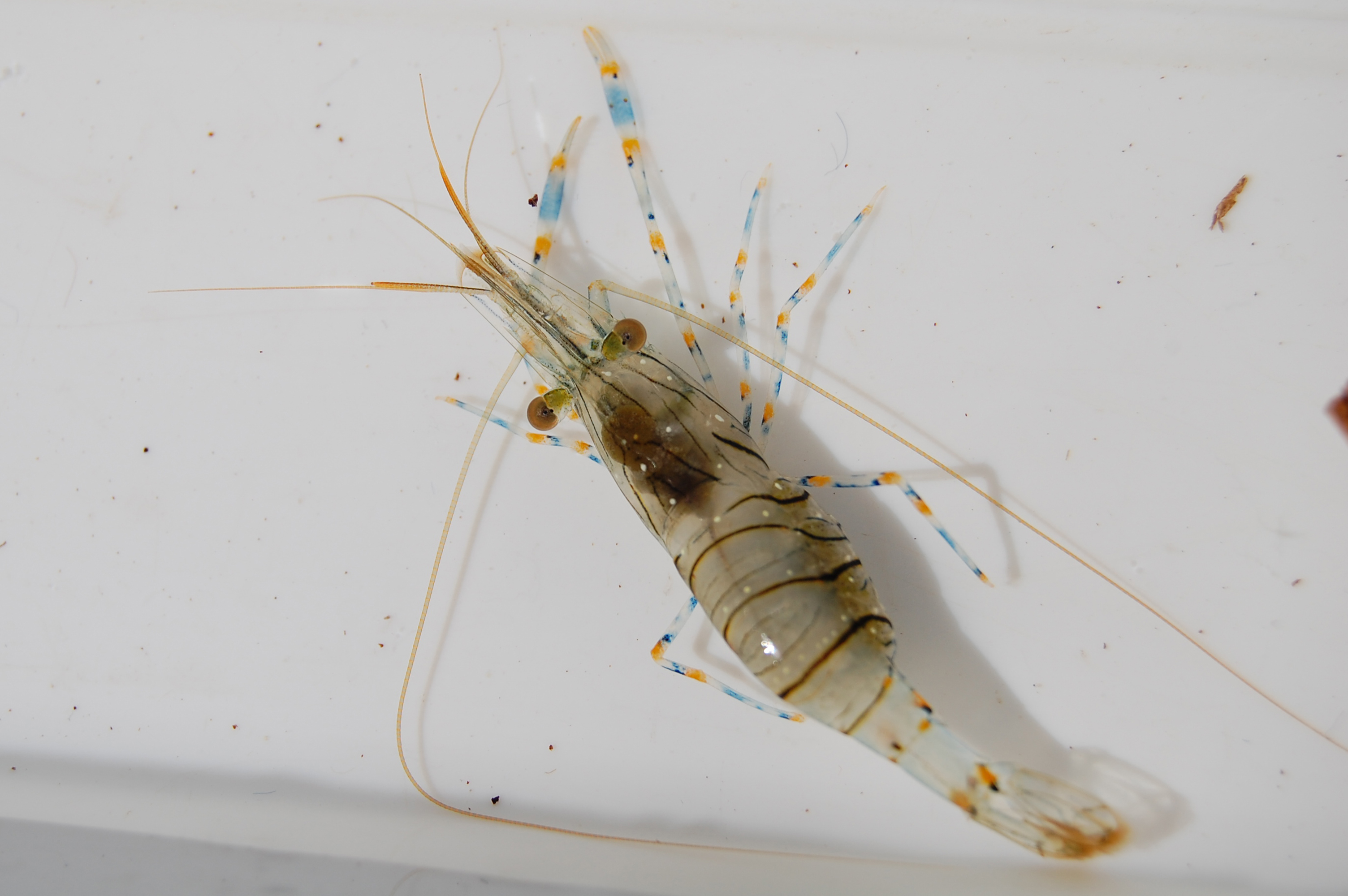